# دارکوب زمینی
دارکوب زمینی (نام علمی: Geocolaptes olivaceus) یکی از تنها سه دارکوب زمینی در جهان است (دو گونهٔ دیگر دارکوب‌های آندی و کامپو). این گونه در دامنه‌های نسبتاً بایر، شیب‌دار و پر از تخته سنگ در مناطق نسبتاً خنک تپه‌ای و کوهستانی آفریقای جنوبی، لسوتو و سوازیلند زندگی می‌کند و هنوز در خارج از جنوب آفریقا ثبت نشده‌است. این گونه در یک نوار پهناور از جنوب غربی تا شمال شرق، از شبه جزیره کیپ و Namaqualand تا امپومالانگا یافت می‌شود. ارتباط نزدیکی با دارکوب‌های سردهٔ Campethera دارد که برخی از آن‌ها نیز از استراتژی‌های جستجوی زمینی غذا نیز استفاده می‌کنند.

## نگارخانه

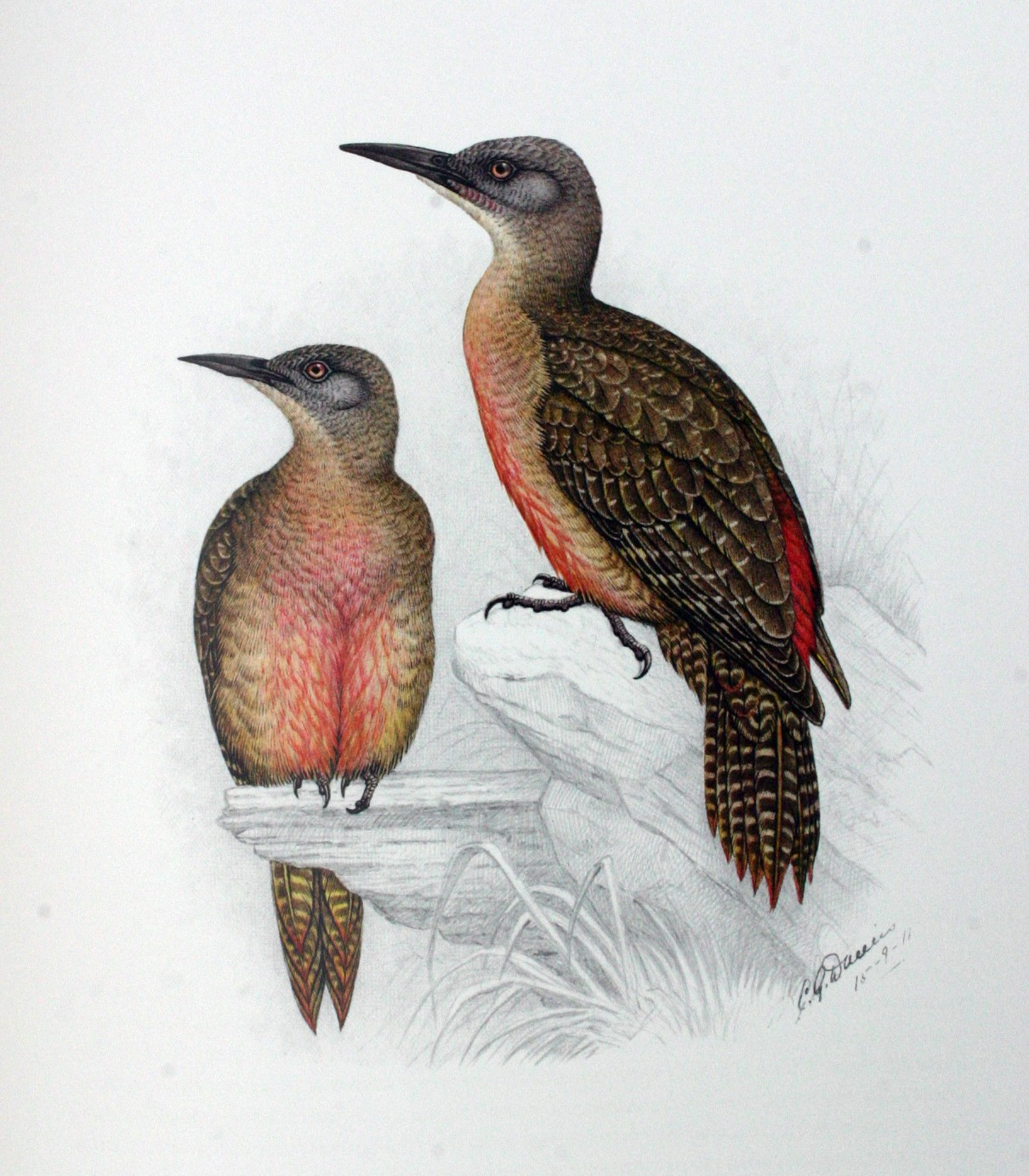
نگارهٔ یک جفت توسط کلاود گیبنی فینچ-دیویس (۱۸۷۵–۱۹۲۰)
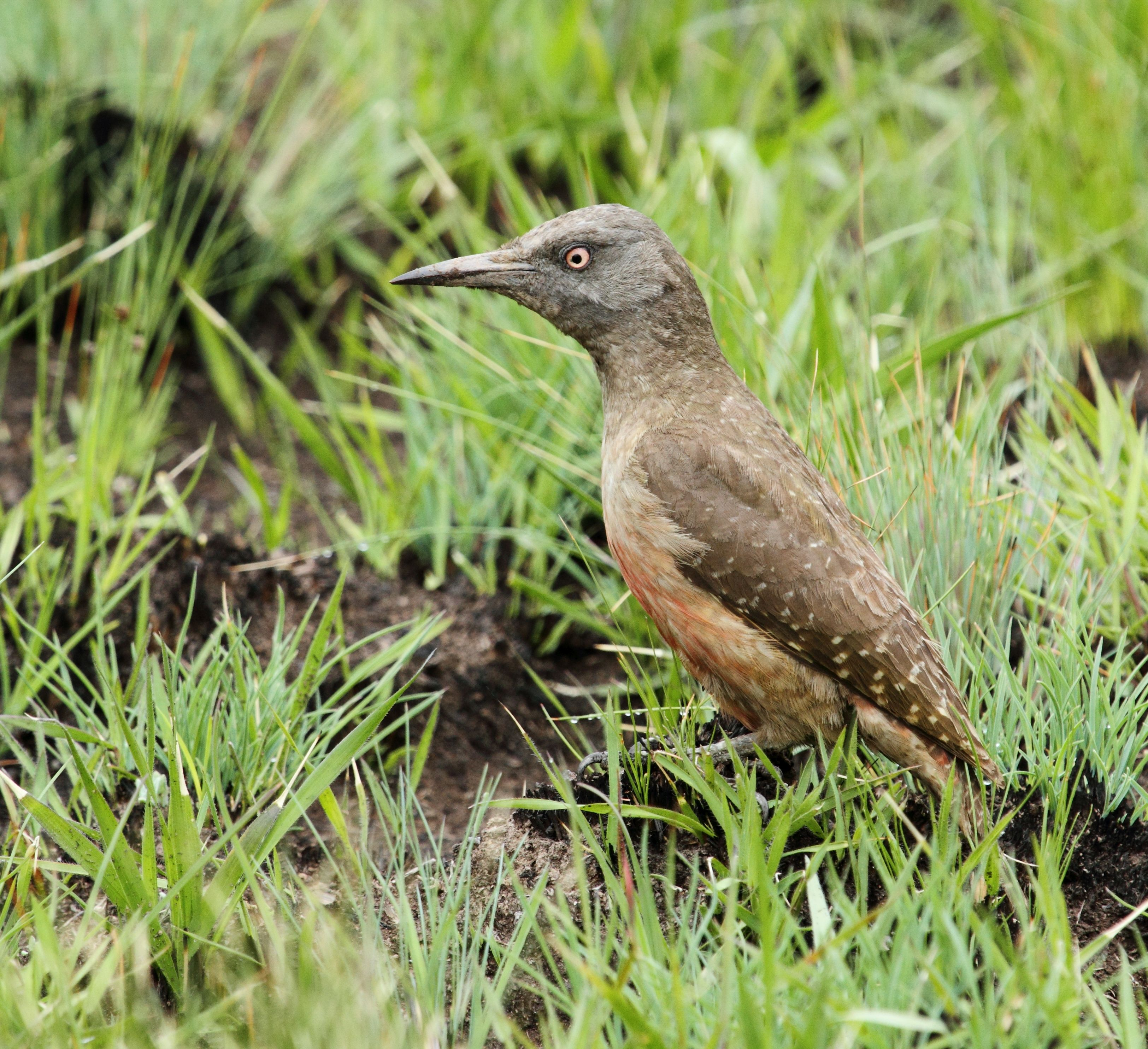
جستجوی غذا در علفزار
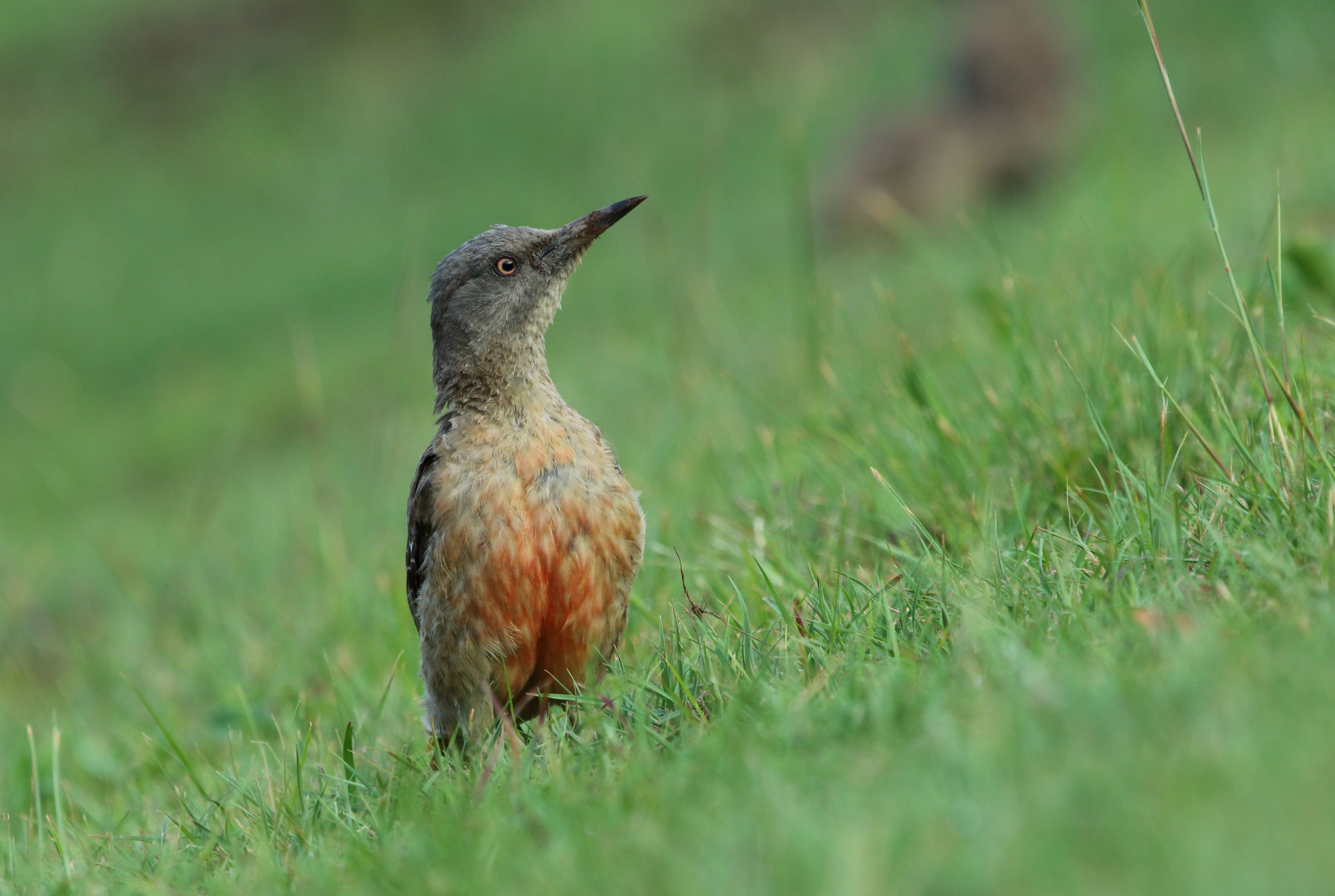
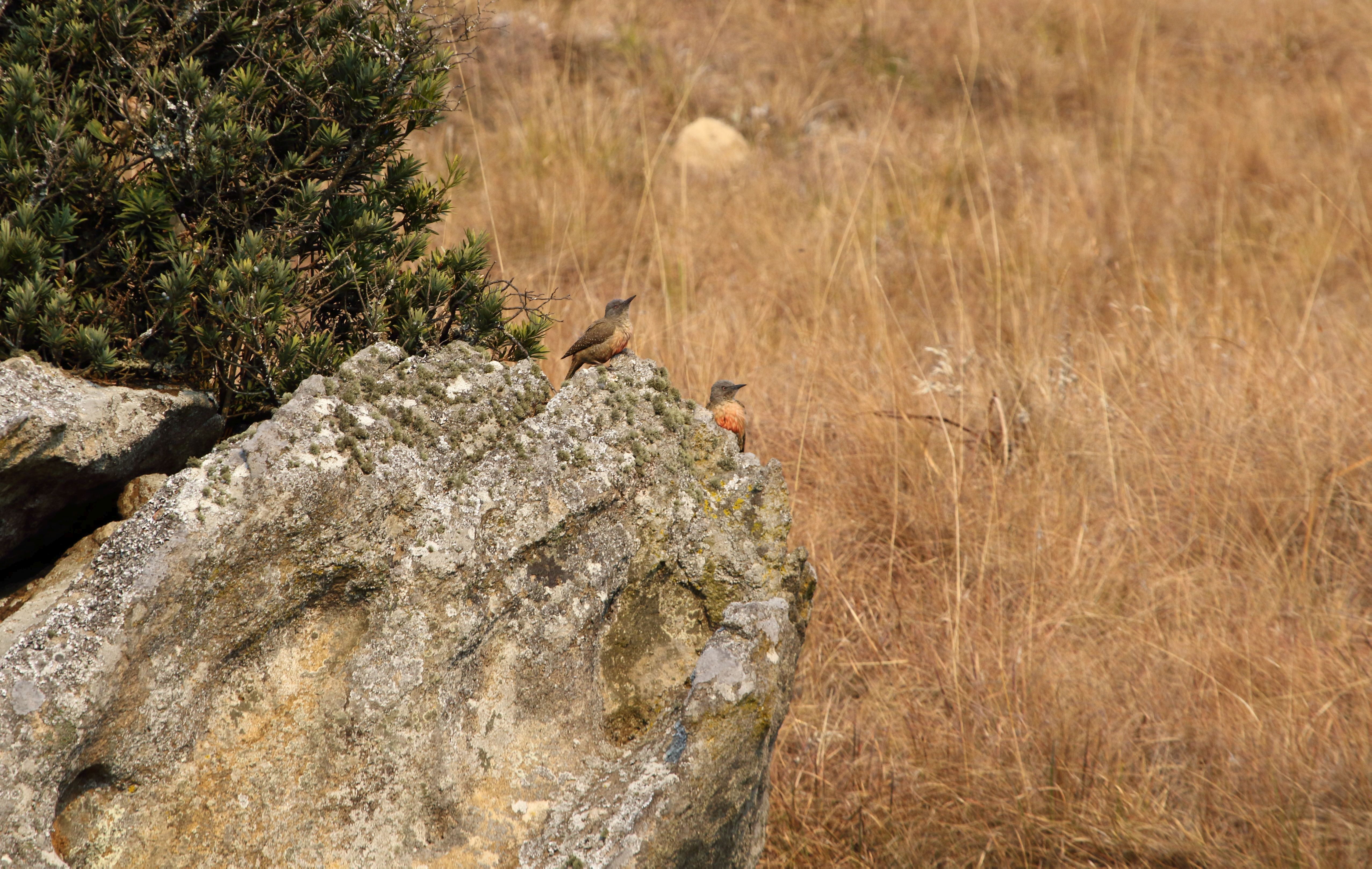
یک جفت نشسته رو سنگ